# Vermont General Assembly

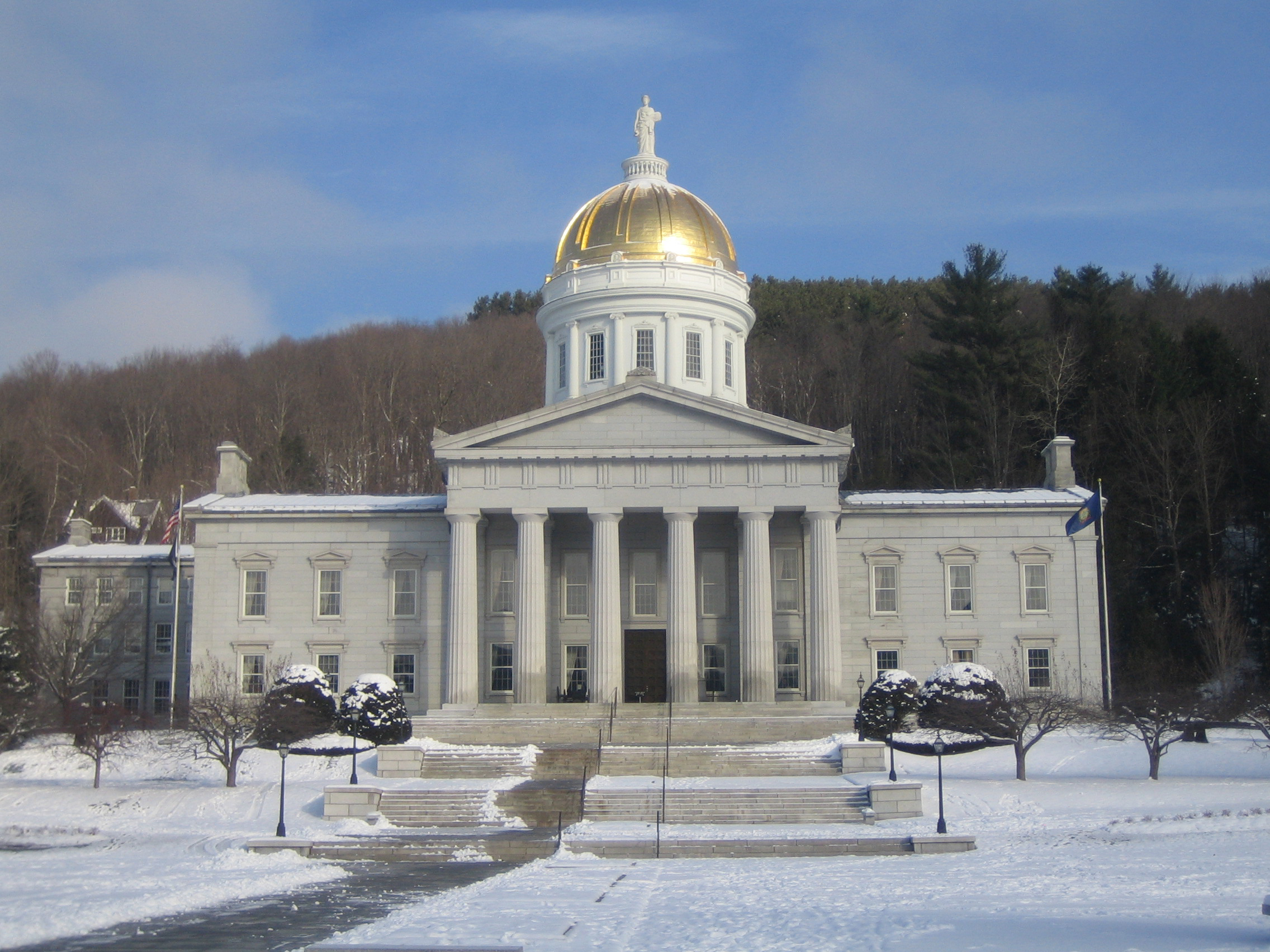
Vermont State House

Die Vermont General Assembly ist die State Legislature des US-Bundesstaates von Vermont. Sie wird als General Assembly bezeichnet, doch üblicherweise wird sie Legislature genannt, dies auch als Eigenbezeichnung. Die General Assembly ist ein Zweikammersystem. Sie besteht aus den 150 Mitgliedern des Repräsentantenhauses von Vermont und den 30 Mitgliedern des Senates von Vermont. Die Mitglieder des Repräsentantenhauses kommen aus Distrikten, in denen ein oder zwei Abgeordnete gestellt werden. 58 Distrikte stellen einen Abgeordneten, 46 Distrikte stellen zwei Abgeordnete. Die 30 Senatoren stammen aus 13 Distrikten, in denen jeweils mehrere Senatoren gewählt werden. Sitzungsort der General Assembly ist das Vermont State House in Montpelier. Die zweijährige Sitzungszeit beginnt am ersten Mittwoch, der auf den ersten Montag im Januar folgt. Dies seit dem Jahr 1915, damit begonnen in den ungeraden Jahren.

## Wahlen
Die Wahlen zum General Assembly finden im November jeden geraden Jahres statt. Die Amtszeit der Abgeordneten im Repräsentantenhaus und der Senatoren dauern zwei Jahre. Voraussetzung ist, der Wohnsitz muss zwei Jahre vor der Wahl im Staat und ein Jahr vor der Wahl im Distrikt gelegen haben, um für eines der beiden Häuser kandidieren zu können.
Der Parlamentspräsident steht dem Repräsentantenhaus vor und der Vizegouverneur dem Senat. Der Präsident des Senats hat nur eine Casting Vote, zumeist hat der Präsident Pro tempore den Vorsitz über den Senat.

## Funktionen
Die General Assembly ist befugt Gesetze zu erlassen, vorbehaltlich des Vetorechtes des Gouverneurs. Dieses Veto kann jedoch außer Kraft gesetzt werden, wenn es dazu in jedem Haus eine Zweidrittelmehrheit gibt.
Sie hat das alleinige Vorschlagsrecht für Verfassungsänderungen an der Verfassung von Vermont. Eine Änderung muss im Senat mit einer Zweidrittelmehrheit beschlossen werden. Nachdem sie den Senat passiert hat, muss sie eine Mehrheit im Repräsentantenhaus erhalten. Jede Änderung, die durch beide Häuser gegangen ist, muss nach einer Neuwahl erneut verabschiedet werden, zuerst im Senat, dann im Repräsentantenhaus. Die vorgeschlagene Änderung muss dann von der Mehrheit der Wähler des Staates in einem Referendum beschlossen werden.
So werden Verfassungsänderungen durch den Senat außerhalb der Präsidentschaftswahljahren eingeleitet, jedoch nicht während der Präsidentschaftswahlen.

## Geschichte
Bis zum Jahr 1915 begann die Amtszeit im Herbst. Seitdem startet sie im Januar. Die General Assembly macht eine Pause von einer Woche, wenn im März die Stadtversammlungen stattfinden.